# Marathon van Belgrado 2009
De marathon van Belgrado 2009 vond plaats op 18 april 2009 in Belgrado. Het was de 22e editie van deze marathon. 
De wedstrijd bij de mannen werd een overwinning voor de Keniaan Victor Kigen. Hij was ruim een minuut sneller dan zijn landgenoot Sylvester Chebii, die in 2:14.25 over de finish kwam. Julius Kiplagat Korir maakte met een derde plaats het Keniaanse podium compleet.
Bij de vrouwen ging de eveneens Keniaanse Anne Kosgei met de hoogste eer strijken. Zijn kwam in 2:34.51 over de meet. 

## Wedstrijd
Mannen
| rang | naam                  | land | tijd    |
| ---- | --------------------- | ---- | ------- |
| 1    | Victor Kigen          | KEN  | 2:13.28 |
| 2    | Sylvester Chebii      | KEN  | 2:14.25 |
| 3    | Julius Kiplagat Korir | KEN  | 2:14.28 |
| 4    | Mousafa Ahmed         | QAT  | 2:16.22 |
| 5    | Zaid Laroussi         | MAR  | 2:16.29 |
| 6    | Victor Mangusho       | KEN  | 2:16.49 |
| 7    | Edwin Kipchom         | KEN  | 2:17.36 |
| 8    | Peter Kwalia          | KEN  | 2:18.26 |
| 9    | Kaz Kaczmarek         | POL  | 2:19.11 |
| 10   | Aman Majid            | QAT  | 2:20.13 |

Vrouwen
| rang | naam                  | land | tijd    |
| ---- | --------------------- | ---- | ------- |
| 1    | Anne Kosgei           | KEN  | 2:34.51 |
| 2    | Rasa Drazdauskaite    | LTU  | 2:34.59 |
| 3    | Maria Ruiz            | ESP  | 2:49.32 |
| 4    | Jaymee Marty          | USA  | 2:51.12 |
| 5    | Maria Rosa Teresi     | ESP  | 2:51.32 |
| 6    | Jepyator Kimaiyo Rael | KEN  | 2:55.02 |
| 7    | Abigail Stiles        | USA  | 2:58.08 |
| 8    | Jenny Ledford         | USA  | 3:07.40 |
| 9    | Eva Varga             | HUN  | 3:09.42 |
| 10   | Lidija Mikloš         | MNE  | 3:14.29 |

1989 ·
1990 ·
1991 ·
1992 ·
1993 ·
1994 ·
1995 ·
1996 ·
1997 ·
1998 ··
1999 ·
2000 ·
2001 ·
2002 ·
2003 ·
2004 ·
2005 ·
2006 ·
2007 ·
2008 ·
2009 ·
2010 ·
2011 · 
2012 ·
2013 ·
2014 ·
2015 ·
2016 ·
2017 ·
2018 ·
2019 ·
2020